# Paranemoura perfecta
Paranemoura perfecta är en bäcksländeart som först beskrevs av Walker 1852.  Paranemoura perfecta ingår i släktet Paranemoura och familjen kryssbäcksländor. Inga underarter finns listade i Catalogue of Life.